# 6412 Kaifu
A 6412 Kaifu (ideiglenes jelöléssel 1993 TL2) a Naprendszer kisbolygóövében található aszteroida. Endate, K. és Vatanabe Kazuró fedezte fel 1993. október 15-én.